# 京岘山
京岘山位于江苏省镇江市市区东南郊，山高300米左右，受爆破采石以及市区拓宽影响，现已被铲平为新区的一部分。
山上靠近陈家湾方向原有宋朝著名将领宗泽和夫人陈氏合葬冢，在市区拓宽时被移至今天的纪念碑处，并将墓旁的公路命名为宗泽路。宗泽安葬夫人时曾赋诗“一对龙湖青眼开，乾坤倚剑独徘徊，白云是处堪埋骨，京岘山头梦未回。”
京岘山的来历据说是在周朝，有风水先生看到这里云雾缭绕，紫气升腾，就断定这一带要出王侯将相。到了公元前221年，秦始皇最统一中国。为保其一统江山万古千秋，秦始皇传旨，急驱3000多名赭衣囚徒，星夜赶往京岘山，名为修筑驰道，实是劈山削岭，断其 “龙脉”，败其“风水”，并煞费苦心地将谷阳更名为“丹徒”，顾名思义，即赤衣囚徒之地。对此，清朝乾隆帝在下江南时曾经写《京岘山》诗：“凿京岘命赭衣徒，名象虽存迹久芜，未及临洮东属海，长城筑罢竟亡胡。” 对秦始皇不会引导使用人才进行嘲讽。